# Warrington South (circonscription britannique)
Pour les articles homonymes, voir Warrington.
 (décembre 2018).
Si vous disposez d'ouvrages ou d'articles de référence ou si vous connaissez des sites web de qualité traitant du thème abordé ici, merci de compléter l'article en donnant les références utiles à sa vérifiabilité et en les liant à la section « Notes et références ».
Circonscription parlementaire de la Chambre des communes
Warrington South est une circonscription électorale anglaise située dans le Cheshire et représentée à la Chambre des communes du Parlement britannique par Sarah Hall depuis 2024.

## Géographie
La circonscription comprend le centre-ville ainsi que les zones sud et ouest de Warrington dont Appleton Thorn, Grappenhall, Great Sankey, Hatton, Penketh, Stockton Heath, Stretton et Walton.

## Histoire
La circonscription est créée pour les élections législatives de 1983 puis est modifiée en 1997, 2010 et 2024.